# 미미스브룬느

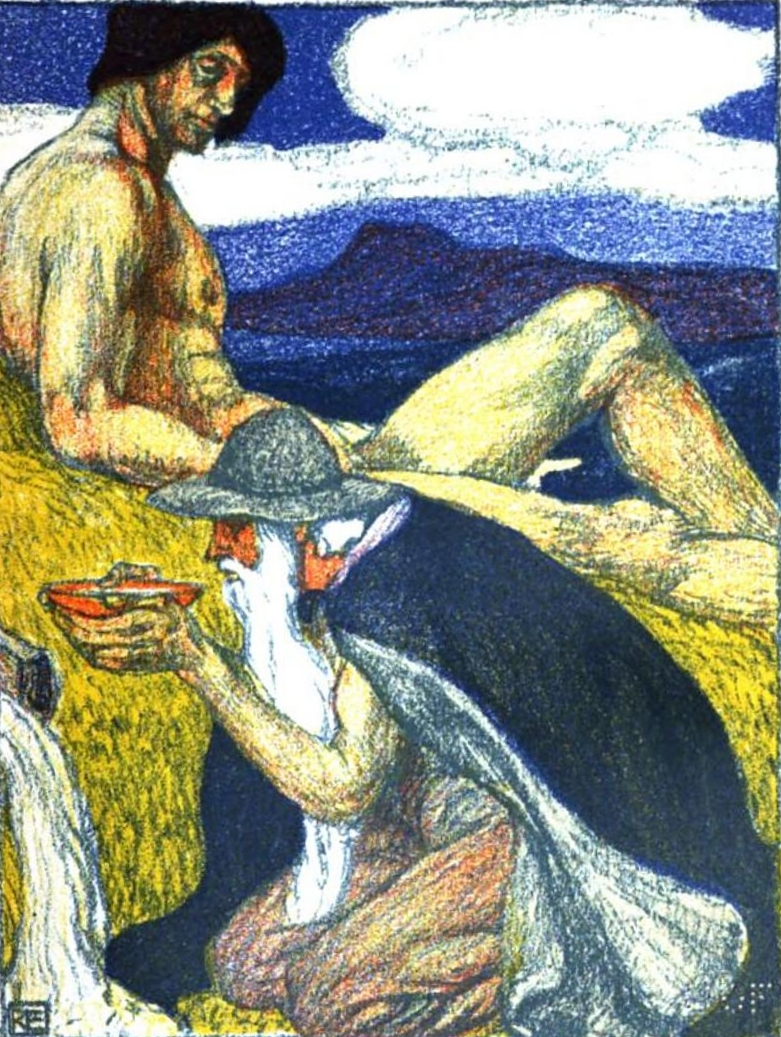
미미스브룬느의 물을 떠먹는 오딘과 그걸 지켜보는 미미르.

미미스브룬느(고대 노르드어: Mímisbrunnr→미미르의 우물)는 노르드 신화에 나오는 우물 또는 샘물이다. 세계수 위그드라실의 세 뿌리 중 요툰헤임에 뻗은 뿌리 아래에 위치해 있다. 미미스브룬느가 언급되는 문헌은 《고 에다》 및 《신 에다》이며, 두 문헌에서 모두 오딘이 지혜를 얻기 위해 미미스브룬느를 찾아가 자기 눈알 하나를 대가로 내놓고 그 물을 마셨다고 한다.

## 같이 보기
- 호드미미스 홀트
- 흐베르겔미르
- 우르다르브룬느